# Christien Rijnsdorp
Christina Johanna (Christien) Rijnsdorp (Rotterdam, 19 april 1951 – Den Haag, 28 september 2023) was een Nederlands beeldend kunstenaar. Ze gebruikte verschillende materialen als katoen, latex en aluminium. Tevens maakte ze bronzen sculpturen.

## Biografie
Van 1971-1976 volgde Rijnsdorp een opleiding aan de Koninklijke Academie van Beeldende Kunsten (KABK) in Den Haag. Hierna sloot ze zich aan bij het Haagse kunstenaarsinitiatief HCAK. Haar stijl kenmerkte zich vanaf eind jaren tachtig door organische, lobbige vormen en komische wezentjes.

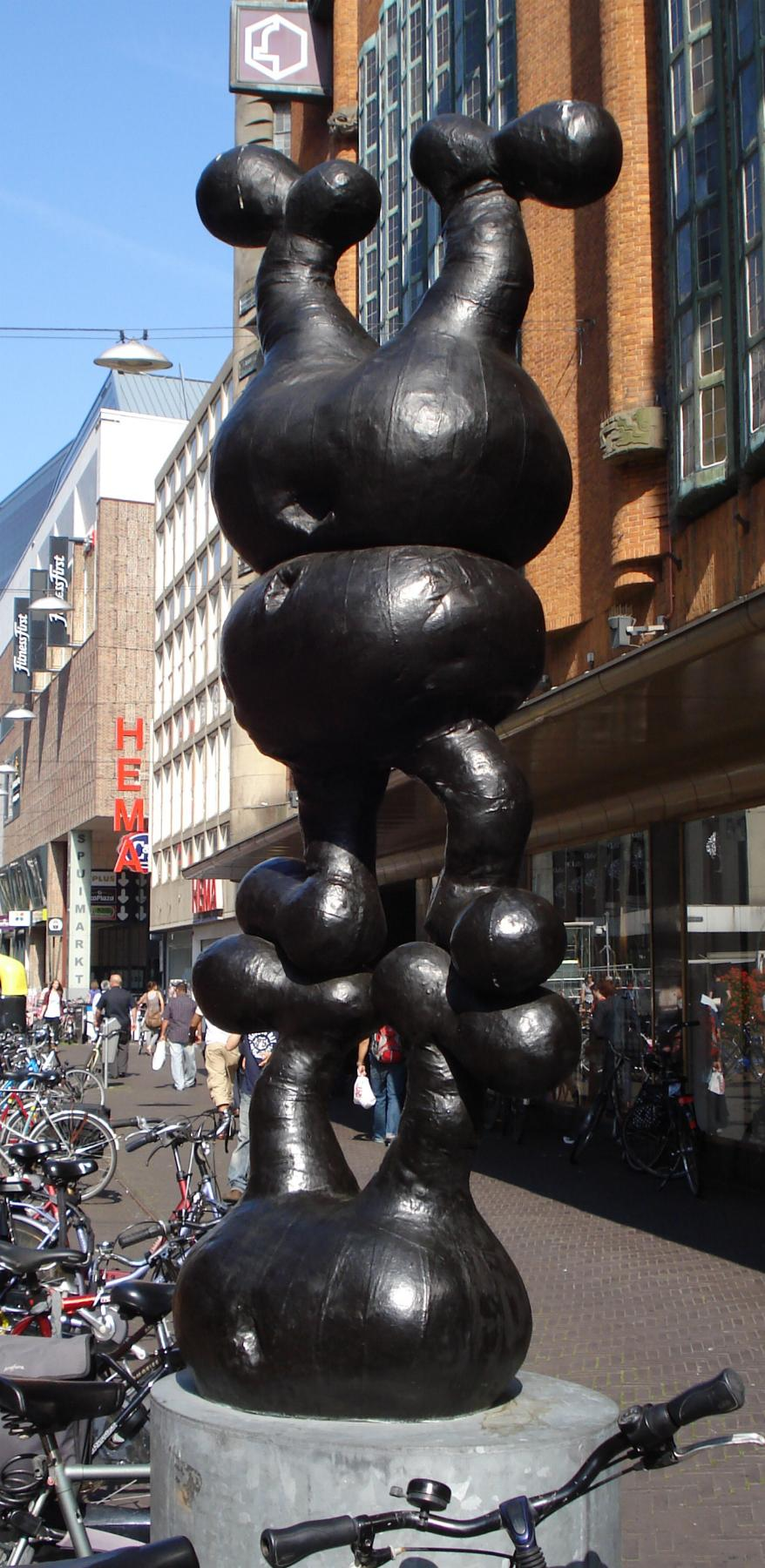
De Hef, Den Haag

## Werken

### "De Hef" (2007)
Het sokkelbeeld "De Hef" bestaat uit drie op elkaar gestapelde figuurtjes bestaand uit alleen een onderlijf, die elkaar samen in evenwicht houden. De sculptuur is onderdeel van de Beeldengalerij P. Struycken, een reeks sculpturen op de Grote Marktstraat, de Kalvermarkt en het Spui in Den Haag.